# Lac-Saint-Paul
Lac-Saint-Paul è un comune del Canada, situato nella provincia del Québec, nella regione di Laurentides.